# 秦伊侶具
秦 伊侶具（はた の いろぐ）は、『山城国風土記』逸文に現れる日本古代の豪族秦氏の人物。秦中家忌寸らの遠祖。名は伊侶巨（いろこ）とも記される。

## 記録
秦中家（はたのなかつや）忌寸等の遠祖と伝えられ、以下の伏見稲荷大社創建の物語が伝えられている。
訳：「伊侶具秦公が、稲梁を積むほどの富裕な生活をしていた。そこで餅を用いて的としていたところ、餅が白鳥に姿を変え、飛翔して山の峰に行ってしまい、そこで子を産んだ。最後にはここが神社となった。その子孫が先の過ちを悔いて神社の木を抜いて家に殖やし、祭っていた。今その木を植えて育てば福が来、枯れれば福は来まいという」
このほか、『河海抄』所引の『山城国風土記』によると、伊侶具の餅が鳥と変じて飛び去った森を「鳥部」といった、ともいう。　

## 考証
以上の説話が示唆することは、山背秦氏の経済力が古代社会においてなみなみならぬものであったことであり、柳田国男はこのような神事が各地にあったことがこの伝承の背景にあり、後世にはその意味が忘れられて不遜かつ不敬なふるまいとして伝承されるようになった、と推測している。この儀式の原型狩猟と関わるものであり、本来は狩りの儀礼であり、宍の肉を的にしていたものが、秦氏の入植以降、餅という農耕的な儀礼に変容を遂げたものであり、秦大津父が深草から伊勢へ向かう山道で猟師の手から2匹の狼を守った、という伝承と関わりがあるのではないか、と水谷千秋は述べている。